# Теоброма
Теоброма (лат. Theobroma) — род небольших или средней величины деревьев, происходящих из тропических лесов Центральной и Южной Америки.
Название переводится с греческого как «пища богов» (θεος + βρῶμα).
Ранее род, включающий порядка 20 видов, относили к семейству Стеркулиевые, сейчас относят к подсемейству Byttnerioideae семейства Мальвовые (Malvaceae).
Синонимы:
- Cacao Mill.
- Tribroma O.F.Cook

Плоды и семена некоторых видов съедобны. Особенно известен в этом отношении вид Theobroma cacao, семена которого служат сырьём для приготовления какао-порошка и шоколада.
Листья некоторых представителей рода служат пищей для личинок различных видов мотыльков.

## Некоторые виды
По информации базы данных The Plant List, род включает 22 вида:
- Theobroma angustifolium Sessé & Moc. ex DC.
- Theobroma bernoullii Pittier
- Theobroma bicolor Humb. & Bonpl. — Мокамбо
- Theobroma cacao L. typus[1] — Какао
- Theobroma canumanense Pires & Fróes ex Cuatrec.
- Theobroma cirmolinae Cuatrec.
- Theobroma duckei Huber
- Theobroma gileri Cuatrec.
- Theobroma glaucum H.Karst.
- Theobroma grandiflorum (Willd. ex Spreng.) K.Schum. — Купуасу, или Теоброма крупноцветковая
- Theobroma hylaeum Cuatrec.
- Theobroma mammosum Cuatrec. & J.León
- Theobroma microcarpum Mart.
- Theobroma nemorale Cuatrec.
- Theobroma obovatum Klotzsch ex Bernoulli
- Theobroma simiarum Donn.Sm.
- Theobroma sinuosum Pav. ex Huber
- Theobroma speciosum Willd. ex Spreng. — Какауи
- Theobroma stipulatum Cuatrec.
- Theobroma subincanum Mart.
- Theobroma sylvestre Aubl. ex Mart. in Buchner
- Theobroma velutinum Benoist